# Riposte graduée
Pour les articles homonymes, voir Riposte.
Ne doit pas être confondu avec Doctrine MacNamara.
La riposte graduée est à l'origine la définition de la doctrine MacNamara de défense des États-Unis. Doctrine adoptée après la crise de Cuba, les États-Unis se rendant compte de la menace nucléaire.

## Militaire
Elle signifie que la riposte doit être proportionnée à l'attaque; car les États-Unis, n'ayant plus le monopole de l'arme nucléaire, ne peuvent intimider l'URSS par cette seule menace. En conséquence, la riposte graduée signifie qu'il faut disposer de moyens pour mener des représailles douloureuses pour l'ennemi contre n'importe quelle attaque.

## Politique et droit sur Internet
Faisant allusion à cette expression, la loi Hadopi en France parlait de « réponse graduée » pour désigner les nouvelles sanctions qu'elle introduit, par opposition à la précédente loi qui reposait sur des sanctions pénales très lourdes.
Le terme réponse graduée était la terminologie employée dès 2005 par le ministre de la culture de l'époque pour désigner  le mécanisme finalement mis en place dans le cadre de la loi Hadopi. Extrait du discours de M. Renaud Donnedieu de Vabres  de juin 2005 : « et de lutter contre la contrefaçon numérique, selon un processus de riposte graduée, des messages de prévention jusqu'aux sanctions, proportionnées à la gravité des atteintes. »